# Érismature maccoa
Oxyura maccoa
Espèce
Statut de conservation UICN

 EN A2acde : En danger
L'Érismature maccoa (Oxyura maccoa) est une espèce d'oiseaux appartenant à la famille des Anatidés. Elle est localisée au nord de l’Afrique (Éthiopie, Kenya, Tanzanie et Érythrée) ainsi qu’au sud (Angola, Namibie, Botswana, Zimbabwe, Afrique du Sud et Lesotho).
N'étant pas présente à Macao, son nom provient d'une erreur scientifique.

## Description
L'Érismature maccoa mâle a la tête et la partie supérieure du cou noires, le bas du cou, la poitrine et la majeure partie de la face supérieure sont de couleur châtaigne. Les ailes, à l’exception de  celles qui composent la couverture moyenne, le milieu du bas du dos et la queue (qui est très longue) sont brun très foncé. Le milieu du bas de la poitrine et de l'abdomen passe du marron au gris argenté légèrement tacheté de noir, les plumes ayant des bases sombres. La couverture sous-alaire est  blanche avec le milieu gris foncé, les axillaires sont blanc pur.

L’iris est noisette foncé, le bec bleu-noir et les pattes bleu-plomb foncé.

La femelle a les parties supérieures, y compris la calotte et la nuque, brunes, finement mouchetées de brunâtre-jaune pâle et de gris. Les primaires et les plumes de la queue sont brunes et sans taches de rousseur. Une bande blanche peu distincte s’étend de la base de la mandibule supérieure sous l'œil jusqu'à presque la nuque, le menton et la gorge sont également blancs. Le dessous est gris argenté tacheté et barré de brun, plus foncé sur la poitrine.

Les juvéniles ont la tête et le cou légèrement tachetés de blanc et, sur le bas du cou et les parties supérieures, les plumes sont principalement brunes et tachetées de châtaigne qui prend progressivement la place.

## Population
L'estimation de la population globale est inférieure à 10 000 oiseaux.

## Reproduction
Comme décrit par l’ornithologue Warwick Tarboton, l'Érismature maccoa niche au-dessus des eaux profondes généralement dans la végétation de type typha ou carex. Le nid est construit à partir de roseaux arrachés et tissés en une structure volumineuse en forme de bol rond profond, installé de 10 à 25 cm au-dessus de l'eau. De vieux nids de Foulque macroule (Fulica cristata) sont occasionnellement utilisés. Les nids sont ancrés dans la végétation et donc sujets aux inondations lorsque le niveau de l’eau monte.

Les mâles sont polygynes et ils défendent leur territoire. Il peut y avoir plusieurs femelles qui se reproduisent simultanément sur le territoire d'un mâle. 

La couvée est généralement de 5 à 6 œufs avec une incubation de 25 à 27 jours. 

Les mâles ne participent pas à l’incubation ni à l’élevage des poussins.

## Nourriture
C’est un canard plongeur qui  se nourrit principalement d'invertébrés benthiques, mais également de larves et de pupes de mouches chironomes, de crustacés et de mollusques, ainsi que de graines et de racines de plantes aquatiques et d'algues.

## Menaces
La noyade dans les filets maillants est la principale menace pour la population d'Afrique de l'Est. 

L'assèchement des zones humides, notamment pour la conversion en terres agricoles, est également considéré comme une menace importante. 

L’espèce se nourrissant d'invertébrés dans les sédiments du fond, il est possible que les niveaux de polluants peuvent avoir des effets létaux dans la chaîne alimentaire.

Spécialement en Afrique du Sud, les masses d'eau sont susceptibles d'être colonisées par des espèces aquatiques exotiques (écrevisse rouge) alors que les bords des zones humides peuvent être envahis par des plantes terrestres exotiques (jacinthe d’eau).